# Gauchach
Die Gauchach ist der größte linke Nebenbach der Wutach, der im Bereich der Wutachschluchten einmündet. Sie entwässert ein Gebiet im Übergang von der waldreichen Ostabdachung des Südschwarzwalds zur landwirtschaftlich geprägten Hochfläche der Baar. Auf ihrem fast siedlungsfreien Lauf folgt sie zunächst flachen und bewaldeten Mulden, wird dann von schmalen Talwiesen gesäumt und bildet zuletzt in der überregional bekannten Gauchachschlucht zahlreiche stufige Katarakte.

## Geographie

### Verlauf und Tallandschaft
Das Quellgebiet der Gauchach und ihrer ersten Nebenbäche sind die weiten, sanft mit etwa zweiprozentigem Gefälle ostwärts abdachenden Nadelwaldgebiete zwischen Titisee-Neustadt und Donaueschingen. Die Quelle des hier Krähenbach genannten Oberlaufes ist durch Hangkanäle in das natürliche Einzugsgebiet des Klausbachs und damit des Rötenbachs hinein verlängert worden. Das Einzugsgebiet der Gauchach wurde so um 0,68 km² vergrößert und umfasst seitdem eine Fläche von 76,74 km².
Im weiteren Verlauf münden von rechts fünf in Abständen von je etwa einem halben Kilometer parallel zueinander fließende Waldbäche. An der Mündung des von links kommenden Schwarzlachenbächles schwenkt der Krähenbach auf dessen Fließrichtung ein, wechselt die namengebende Vogelart und führt fortan den Namen Gauchach (alem. Gugger, Gugauch: Kuckuck). Hinter der Wiesenmulde des Hofs Nachtweid folgen erste Kerbtalstrecken, in denen die Gauchach den Höhensprung hinab zum hier auch im Relief erkennbaren Bonndorfer Graben durch Tiefenerosion ausgleicht. Kurz davor, an der Eulenmühle, fällt ein doppelter, sehr scharfer Richtungswechsel des Tals auf, den so auch zwei Täler weiter westlich bei Dittishausen nahe der gleichen querenden Verwerfungsgruppe zeigen. Die Talhänge bestehen hier aus Gesteinen des Oberen und Mittleren Muschelkalks. Bald nach der Talbrücke der Höllentalbahn und mit dem Eintritt in die weicheren Gesteine des Keupers weitet sich das Tal.
An der Mündung des von Westen her fast geradlinig verlaufenden Mauchachtals quert die Bundesstraße 31 auf der Talbrücke Döggingen die Gauchach. Unter der hohen Brücke verläuft noch die alte steile Talquerung, Postloch genannt. Von 1779 bis 2018 bestand dort das Alte Posthaus mit Gaststätte. Weiter westlich, am Mauchachtal-Viadukt der Höllentalbahn, erschließt ein Uferpfad einen Mauchachschlucht genannten Talabschnitt mit felsigen Prallhängen. Vor allem aber kann von hier aus die Gauchachschlucht erwandert werden, die rund zweieinhalb Kilometer talwärts beginnt. Auf dem Weg liegt an der letzten Talweitung die Guggenmühle.

### Gauchachschlucht
Auf den letzten 4 Kilometern rücken die von Schluchtwäldern bewachsenen Hänge dicht an die Gauchach heran. Die Schlucht ist im oberen Abschnitt zwischen der von Hochwässern zerstörten Lochmühle und der als Gasthaus betriebenen Burgmühle besonders eng und felsig. Jeweils oberhalb dieser Mühlen liegen die Reste der Grünburg und der Neuenburg. Das Bachbett ist durch viele kleine Felsstufen bis zu einer Höhe von 1,5 Metern besonders pittoresk. Die Gesteine der schluchtbildenden steilen unteren Hangpartien sind Dolomite des Oberen Muschelkalks. Die zur Schluchtsohle hin zunehmenden Lagen aus Tonmergel machen die mitunter engen Pfade bei nassem Wetter schlammig und schwer passierbar.

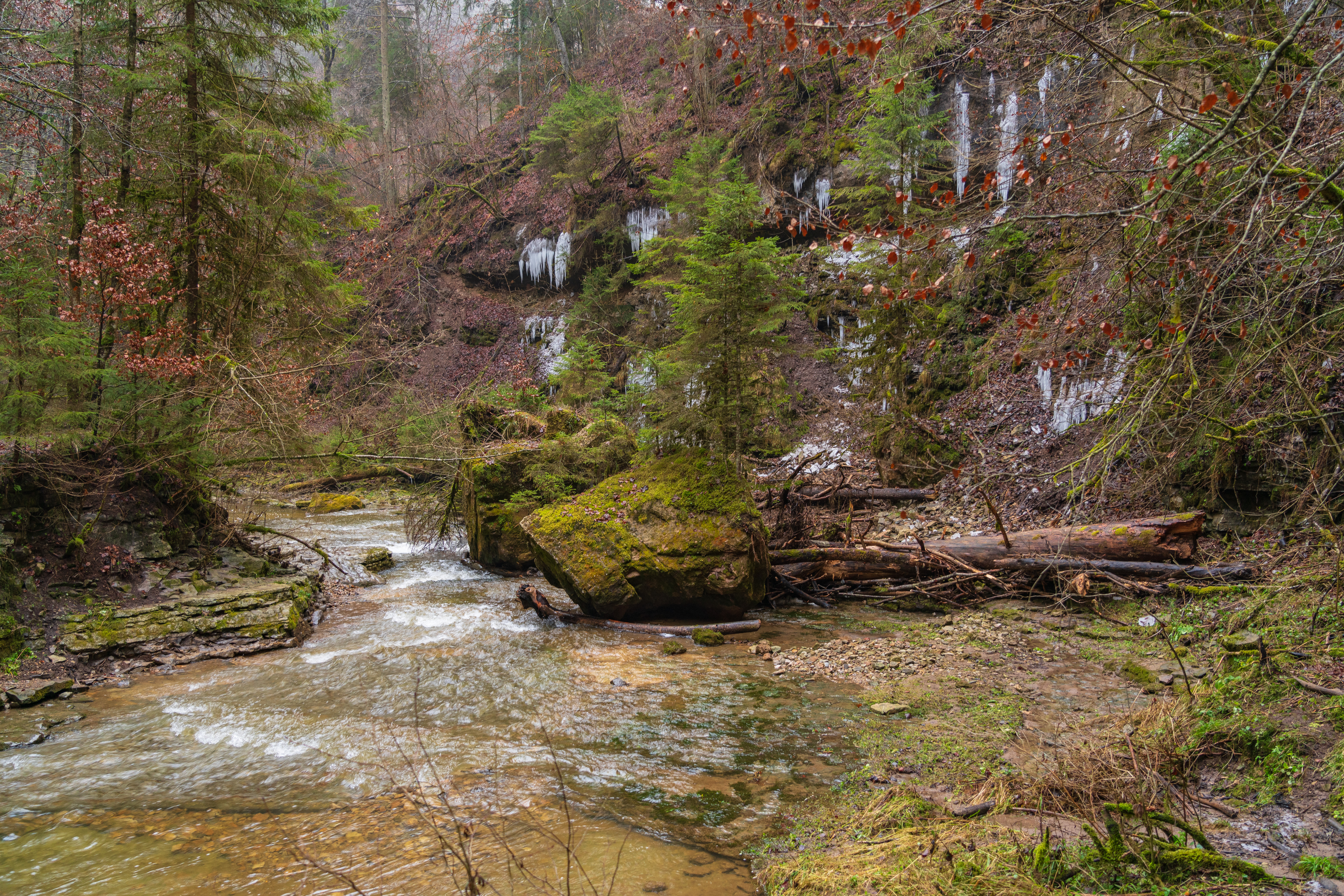
Im engsten Teil der Gauchachschlucht
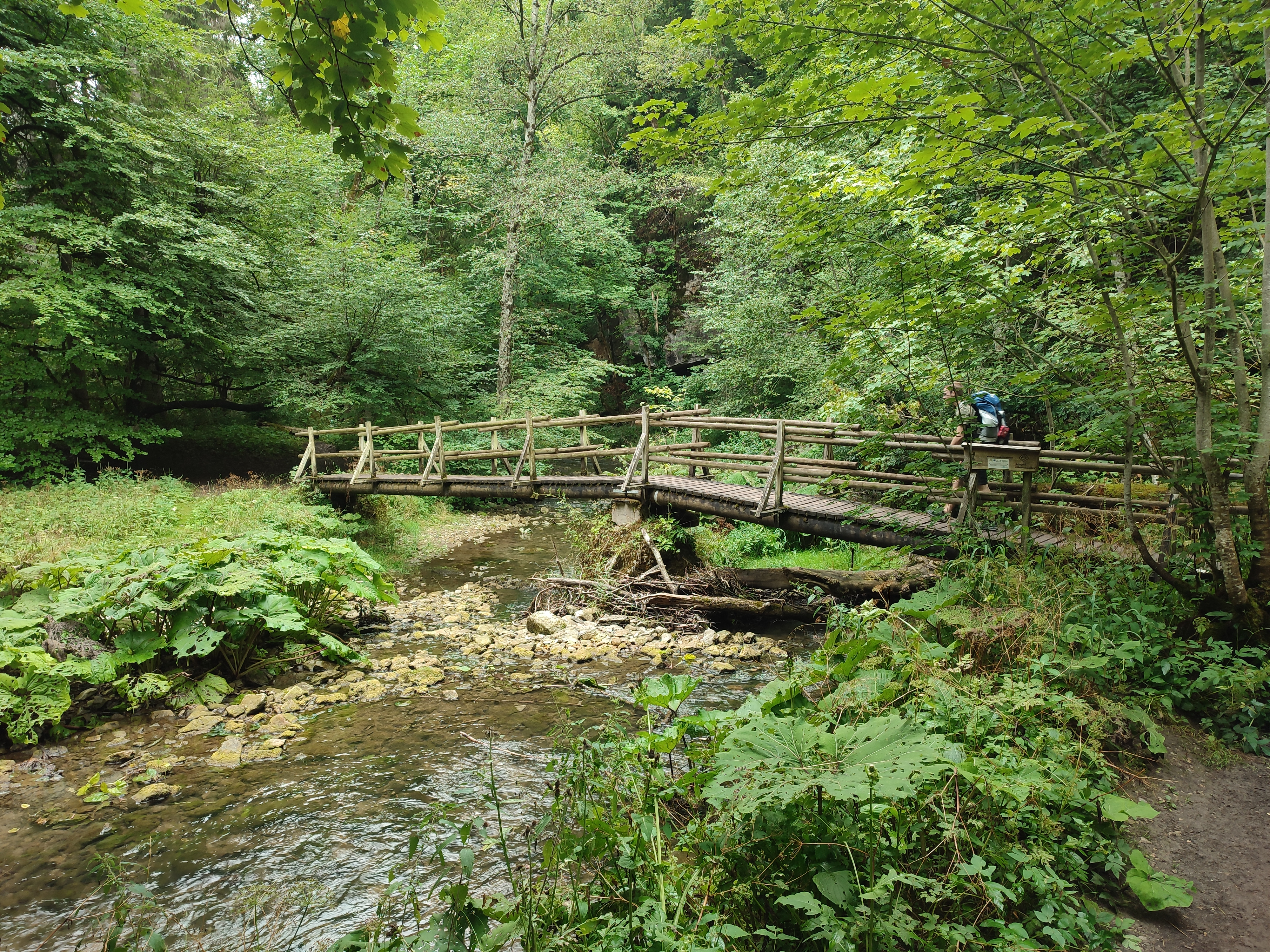
Typische Schluchtvegetation
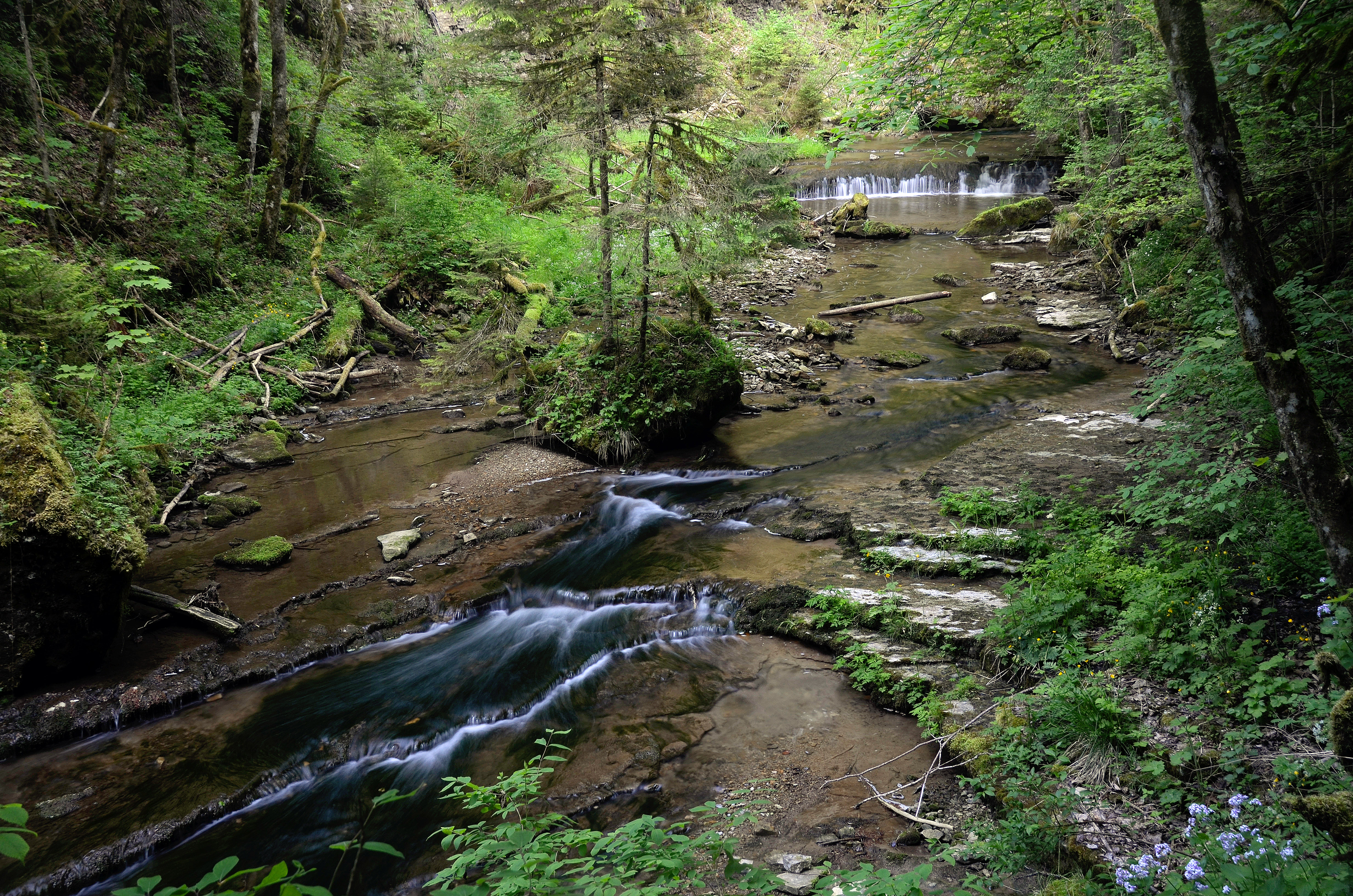
Das gestufte Bachbett im oberen Teil der Schlucht

Oberhalb der Burgmühle mündet von Westen der Tränkebach ein. Dieser wichtigste Nebenbach der Gauchach fällt bei Niedrigwasser trocken, da das Wasser abkürzend durch Klüfte im Hauptmuschelkalk die Wutach erreicht. Die Schlucht des Tränkebachs, die Enge, ist ebenso lang wie bis hierher die der Gauchach, jedoch rauher, dunkler und bei Wasserlosigkeit still. Der Tränkebach mündet mit zwei kleinen Kaskaden in die Gauchach.
Unterhalb der Burgmühle bilden weichere Kalksteine des Mittleren Muschelkalks die nun weniger steilen Hänge. Karbonatreiches Hangquellwasser hat stellenweise Kalktuffbildungen hervorgebracht. Bemerkenswert sind hier große Bestände des Riesen-Schachtelhalms. Mit einer mittleren Wasserführung von rund 0,9 m³/s mündet die Gauchach in die hier gut 5-fach größere Wutach.

### Zuflüsse
(Aufgeführt sind größere Zuflüsse vom Quellgebiet zur Mündung: Gewässerlänge, Einzugsgebiet und Höhe nach den entsprechenden Layern auf der Onlinekarte der LUBW)
Die Quelle der Gauchach, d. h. ihres Oberlaufes Krähenbach, ist in den meisten Karten am Beginn des Floßgrabens am sogenannten Brändkreuz auf 963 m ü. NHN Höhe eingetragen, in der TK 25 jedoch am Beginn einer anderen Folge von Grabenstrecken, deren Beginn auf 995 m ü. NHN liegt. Bis zum Zufluss des Schwarzlachenbächles hat dieser oberste Quellbach eine Länge von 7,59 km und ein Einzugsgebiet von 6,28 km².
- Schwarzlachenbächle, von links und Nordwesten auf etwa 1055 m ü. NHN nördlich von Dittishausen:
 4,9 km; ca. 2,9 km². Quellgebiet auf etwa 940 m ü. NHN im Hochmoos südlich von Oberbränd
- Mauchach von rechts und Westen auf 675,9 m ü. NHN nordöstlich von Unadingen:
 10,4 km; ca. 14,3 km². Quellgebiet auf etwa 875 m ü. NHN am Steinbühl nördlich von Rötenbach
- Balgenbächle, von links und Osten auf 635,5 m ü. NHN gegenüber der Lochmühle (Gemarkungen Döggingen und Mundelfingen):
 2,8 km; ca. 3,1 km². Quellgebiet auf etwa 755 m ü. NHN im Südhang des Auenbergs (771 m ü. NHN).
- Tränkebach, von rechts und Westen auf 610,6 m ü. NHN nahe der Burgmühle (Gemarkungen Bachheim und Unadingen):
 13,4 km; ca. 23,6 km². Quellgebiet südöstlich von Rötenbach auf etwa 840 m ü. NHN.

An der Einmündung der Gauchach von links in die Wutach auf ca. 570,4 m ü. NHN nördlich von Ewattingen (Gemeinde Wutach) endet der Lauf des kleinen Flusses nach 22,7 Kilometern.